# کوه بندسر (روستای سنج)
 کوه بند سر  یک کوه در البرز مرکزی رشته کوه البرز در استان البرز ایران است. این کوه ۳۰۴۰ متر ارتفاع دارد.